# RTView
RTView（アールティヴュー）は、リアルタイム・データの可視化と監視を専門とする米国SL社（SL Corporation）が開発・提供するソフトウェア製品群のブランド名。実時間の監視システムに用いられるクライアント画面を対話的に作成し、Javaアプリケーション/アプレットまたはAJAXで表示するインフラ監視および可視化ツールである。2015年7月時点での最新バージョンは 6.6.0.0。

## 概要
RTViewは大きく分けて以下のアプリケーションから構成されている:
- Display Builder - リアルタイム・データを表示する画面とデータへのアクセスを対話的に構築するツール。
- Display Viewer - Display Builder で構築した画面を表示するクライアント。Display Viewerから直接データソースにアクセスし表示データを獲得する場合と、以下に述べるData Serverからデータの供給を受ける場合がある。
- Data Server - Display Viewer に代わってデータソースにアクセスし、Display Viewer にデータを供給する。
- Display Server - AJAXクライアントを生成するサーバ・アプリケーション。Data Server相当のデータ収集機能に加え、JSPを経由してクライアントにAJAX画面を提供する。
- Historian - Display Builderで定義した画面を基にデータを収集し、関係データベースに履歴として格納する。

RTViewはJavaで開発されており、Java 1.5, 1.6, 1.7の環境で動作する。AJAXで画面を閲覧する際にはクライアント側にJava環境は不要である。

## 歴史
RTViewはSL社の監視制御システム開発用のJava動的グラフィックス・ツール J/Developer & J/Net をベースに開発され、2002年にバージョン1.0がリリースされた。

## 特徴
- プログラムを記述せずにDisplay Builderにより予め用意されている部品を使用して対話的にクライアント画面を作成し、関心のあるデータソースへのアクセスを指定する。
- 独立したデータ・アダプタから別項に述べる各種データソースにアクセスしてデータを取得する。
- データソースから取得した生データをフィルタリング・加工するためのFunction（関数）群が用意されている。
- データソースから取得したデータをメモリ上に保持するためのキャッシュ機構がある。
- 特定のデータの変化を監視し、閾値を超えた場合に通知・コマンドを実行するアラート機構がある。
- RTViewの既存機能をカスタマイズ・拡張する場合にはJavaでプログラムを記述する。カスタマイズ可能な機能には以下のものがある：
部品 - Display Builderに用意されていない独自の部品の作成
コマンド - ユーザの操作あるいはアラート経由で実行する独自のコマンドの作成
関数 - 独自のデータ・フィルターの作成
データ・アダプタ - RTViewに用意されていない独自のデータにアクセスするアダプタの作成
RTVAgent - RTView と通信するユーザ独自のエージェント機能を作成

## 他製品との連携
RTView はデータ・アダプタを経由して各種のデータソースにアクセスする。データ・アダプタはRTView製品で提供されるものと、RTViewと連携する製品を開発・提供する各社が用意しているものがある。
- RTView製品で用意されているデータ・アダプタ
XML
関係データベース（JDBC / ODBC でアクセス可能なもの）
OLAP
TIBCO Hawk, Rendezvous, EMS（RTView for TIBCO で提供）
TIBCO ActiveMatrix BusinessWorks（RTView for APM | BW Monitor で提供）
JMS（Java Message Service）
JMX（Java Management Extensions）
StreamBase
RRD
Splunk
log4j
WMI（Windows Management Instrumentation）
SNMP（Simple Network Management Protocol）
Oracle Coherence（RTView for Oracle Coherence で提供）
RTVAgent
- 各社が提供するデータ・アダプタ
Progress Apama（Progress Software）
uCosminexus Stream Data Platform（日立製作所）
Aleri Streaming Platform（Sybase）
Sybase CEP / Coral8 Engine（Sybase）
- 上記以外のデータソースへのアクセスは新たにデータ・アダプタないしRTVAgentを作成することで行う。